# Шиткі
Шиткі (пол. Szytki) — село в Польщі, у гміні Парчів Парчівського повіту Люблінського воєводства.
У 1975-1998 роках село належало до Білопідляського воєводства.